# كولج
كولج هي قرية في مقاطعة طالقان، إيران. عدد سكان هذه القرية هو 440 في سنة 2006.